# Ministro de Economía
El ministro de Finanzas, ministro de Hacienda o ministro de Economía es un alto funcionario del Poder Ejecutivo a cargo de un Ministerio de Finanzas, Ministerio de Hacienda o Ministerio de Economía, respectivamente. Se trata de uno de los ministerios considerados estratégicos; en algunos países es el organismo responsable de las finanzas del gobierno y las políticas económicas, responsabilidad que en ocasiones comparten con los Bancos Centrales. Tiene responsabilidad para definir la política fiscal de los gobiernos, recaudar los ingresos generados por impuestos, el manejo del gasto público, y el financiamiento.

## Política económica
La política económica es el conjunto de planes, proyectos y medidas que adopta el Estado en materia económica. Su ejecución es la responsabilidad primaria del Ministerio de Economía. En algunos casos se divide en políticas fiscales y políticas monetarias.

## Sectores
El Ministerio de Finanzas de un Estado tiene dos grandes áreas de acción que en algunos casos pueden formar ministerios separados:
- Hacienda o Finanzas: área encargada de la administración de los ingresos y gastos del Estado. Incluye las cuestiones de impuestos, deuda pública y presupuesto. En esta área se suele incluir también, a veces como organismo autónomo, la gestión de la moneda y de las aduanas.
- Economía: área encargada de la acción del Estado sobre la economía del país con el fin de influir positivamente en los indicadores macroeconómicos.

## Diferencias entre países

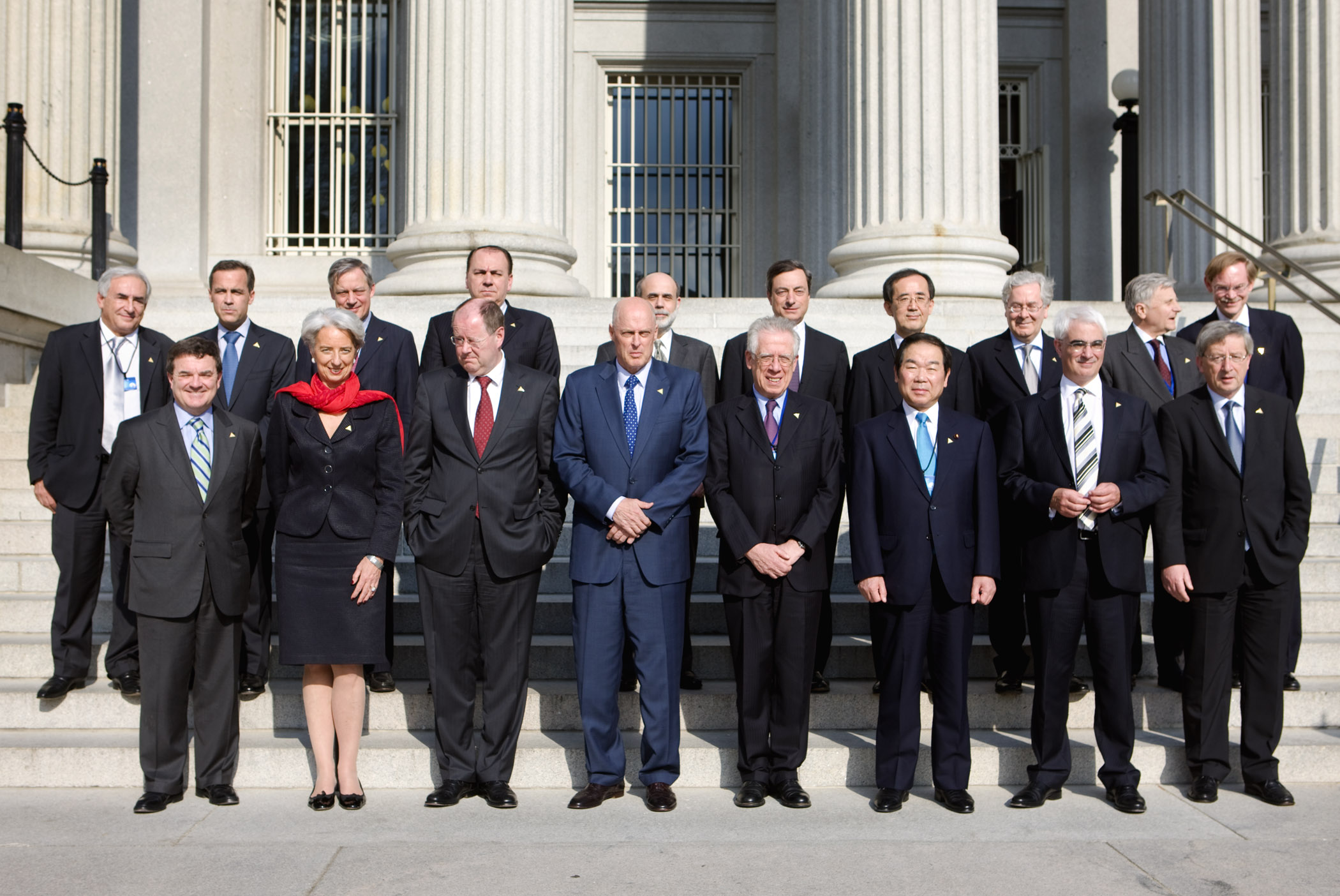
2008, 11 de abril. Los ministros de finanzas del G7 y los gobernadores de bancos centrales, reunidos en el Departamento del Tesoro de EE. UU., en Washington.
Primera fila, ministros de finanzas: Canadá Jim Flaherty, Francia Christine Lagarde, Alemania, Peer Steinbrück, Secretario del Tesoro de EE. UU. Henry Paulson, Italia Tommaso Padoa-Schioppa, Japón Fukushiro Nukaga, Reino Unido Alistair Darling y Jean-Claude Juncker, presidente del Eurogrupo.
Segunda fila, gobernadores de bancos centrales: Director Gerente del FMI Dominique Strauss- Kahn, Canadá Mark Carney, Francia Christian Noyer, Alemania Axel Weber, presidente de la Reserva Federal EE. UU. Ben Bernanke, Italia Mario Draghi, Japón Masaaki Shirakawa, Inglaterra Mervyn King, presidente del Banco central Europeo Jean-Claude Trichet y el presidente del Banco Mundial Robert Zoellick.

En algunos países, los ministerios de Hacienda o Finanzas y de Economía son órganos separados y tienen responsabilidades distintas pero estrechamente vinculadas. En el caso de Hacienda se encarga del manejo de la política fiscal del gobierno, y el de Economía define las proyecciones económicas para elaboración de la política fiscal.

## Ministerios de Finanzas, Hacienda y Economía por países
- Alemania: Ministerio Federal de Finanzas.
- Argentina: Ministerio de Economía de la Nación Argentina.
- Bolivia: Ministerio de Economía y Finanzas Públicas de Bolivia.
- Colombia: Ministerio de Hacienda y Crédito Público.
- Chile: 
  - Ministerio de Economía, Fomento y Turismo.
  - Ministerio de Hacienda.
- Cuba: 
  - Ministerio de Economía y Planificación.
  - Ministerio de Finanzas y Precios.
- Ecuador: Ministerio de Finanzas de Ecuador.
- España:
  - Ministerio de Hacienda.
  - Ministerio de Economía, Comercio y Empresa.
- Estados Unidos: Departamento del Tesoro.
- Francia: Ministerio de Economía, Finanzas e Industria.
- Guatemala: 
  - Ministerio de Economía.
  - Ministerio de Finanzas Públicas.
- Japón: Ministerio de Finanzas.
- México:
  - Secretaría de Hacienda y Crédito Público.
  - Secretaría de Economía.
- Paraguay: Ministerio de Hacienda.
- Perú: Ministerio de Economía y Finanzas.
- Reino Unido: Tesorería de Su Majestad.
- República Dominicana: 
  - Ministro de Hacienda.
  - Ministerio de Economía, Planificación y Desarrollo.[1]
- Uruguay: Ministerio de Economía y Finanzas de Uruguay.
- Venezuela: Ministerio del Poder Popular de Economía y Finanzas.